# Kymco CV3
La Kymco CV3 (chiamato anche CV3 550i) è uno scooter a tre ruote prodotto dalla casa motociclistica taiwanese Kymco dal 2022.

## Descrizione

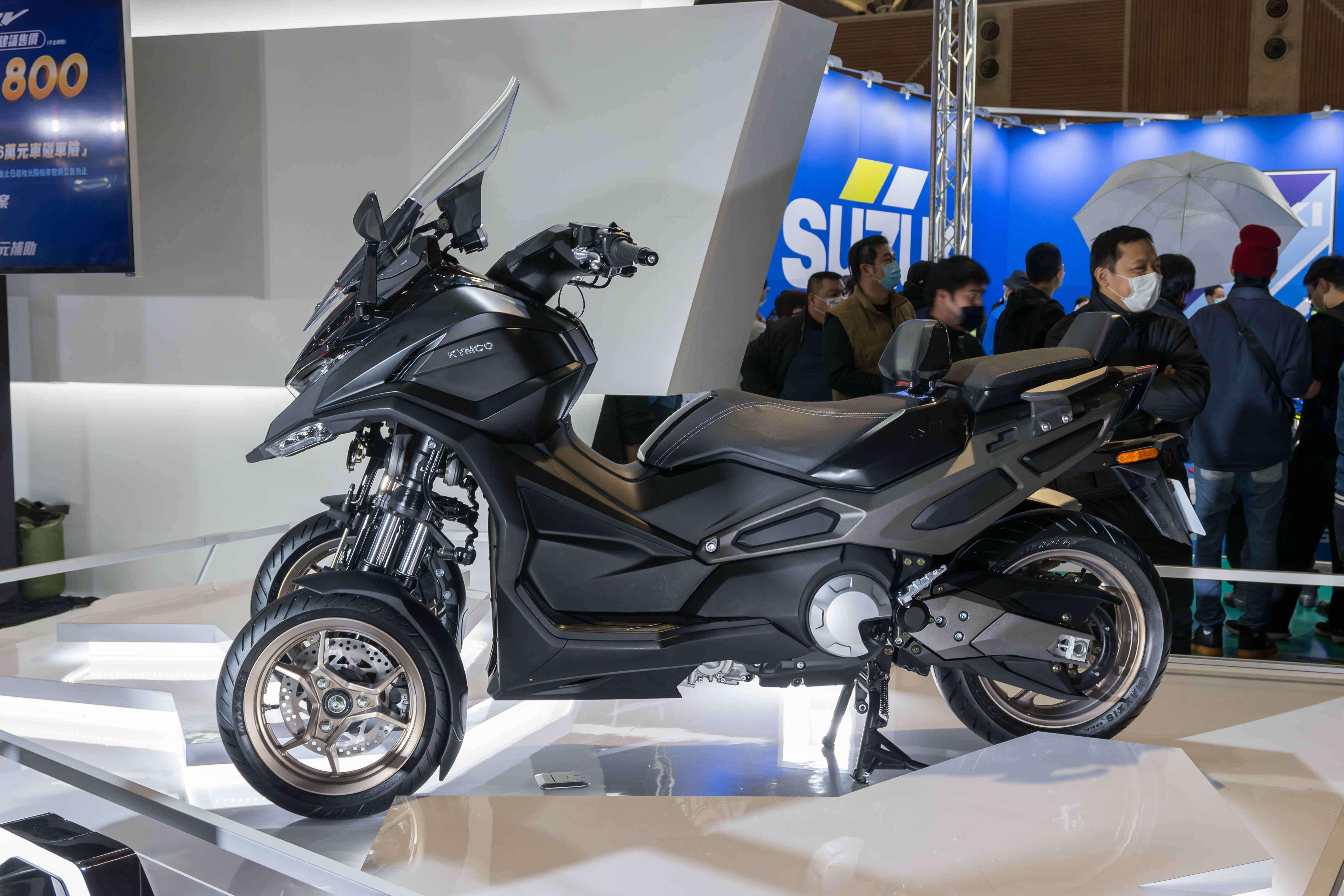

Presentato per la prima volta in anteprima sotto forma di concept ad EICMA 2017, la versione prototipale ha debuttato nel 2018 per poi essere presentato successivamente in svariati saloni. Dopo una lunga gestazione durata 4 anni la versione quasi definitiva è stata presentata ad EICMA 2021, venendo in seguito esporto al Salone di Lione ad aprile 2022 ed immesso sul mercato nel corso dell'anno.
Primo tre ruote realizzato dall'azienda taiwanese, è dotato di un motore bicilindrico in linea a quattro tempi raffreddato a liquido dalla cilindrata di 550,4 cm³, con due alberi a camme in testa, quattro valvole per cilindro (in totale sono 8). Tutto ciò consente allo scooter di erogare 37,5 kW (51 CV) a 7500 giri/min e una coppia massima è di 52 Nm a 5750 giri/min. Il CV3 soddisfa lo standard sulle emissioni Euro 5.
Numerose caratteristiche sono state riprese dal Kymco AK 550. La trasmissione è automatica a cinghia trapezoidale a variazione continua, senza la retromarcia. Il serbatoio della benzina contiene 15,5 litri. Il CV3 è dotato di serie di un sistema anti bloccaggio (ABS). 
Le due ruote anteriori sono collegate da una sospensione a parallelogramma con doppia forcella avente un meccanismo oscillante. Ciò consente alle ruote anteriori di inclinarsi e di rimanere sempre parallele fra di loro, garantendo al contempo che entrambe le ruote anteriori abbiano sempre l'impronta a terra dello pneumatico, anche in curva (fino a inclinazione di 40°).